# Blanka Vlašić
Blanka Vlašić [ˈblaːnka ˈʋlaʃitɕ] (* 8. November 1983 in Split, SR Kroatien, SFR Jugoslawien) ist eine ehemalige kroatische Leichtathletin. Sie wurde 2007 und 2009 Weltmeisterin und 2010 Europameisterin im Hochsprung.

## Werdegang
Blanka Vlašić wuchs an der kroatischen Adriaküste in Split (damals Teil von Jugoslawien) auf.

Sie ist die Tochter von Joško Vlašić, der seit 1984 den kroatischen Zehnkampflandesrekord hält. Die Tochter wurde nach der marokkanischen Stadt Casablanca benannt, in der ihr Vater 1983 rund um ihren Geburtstermin an den Mittelmeerspielen teilnahm.
Bereits als 16-Jährige schaffte sie es, 1,93 m zu überspringen. Ihre persönliche Bestleistung liegt bei 2,08 m, die sie am 31. August 2009 aufstellte (gleichzeitig kroatischer Landesrekord). Bisher sprang bei Freiluftveranstaltungen nur Stefka Kostadinowa höher (2,09 m). In der Halle gelangen Kajsa Bergqvist auch 2,08 m. Vlašić ist 1,93 m groß.
Trainiert wird sie von ihrem Vater und dem ehemaligen Hochspringer Bojan Marinović.
2007 und 2010 wurde sie vom Europäischen Leichtathletikverband zu Europas Leichtathletin des Jahres gewählt.
In Deutschland gelangte sie zu größerer Popularität durch ihre Konkurrenz zu der deutschen Athletin Ariane Friedrich, mit der sie sich mehrere spannende Duelle lieferte.
Schon in ihrer Juniorenzeit war Vlašić recht erfolgreich. Sie ist zweifache Juniorenweltmeisterin. Im Alter von 17 Jahren gewann sie zunächst im Jahr 2000 in Santiago de Chile mit einer Höhe von 1,91 m und dann zwei Jahre später auch in Kingston mit übersprungenen 1,96 m.

### Olympische Spiele 2000 und 2004

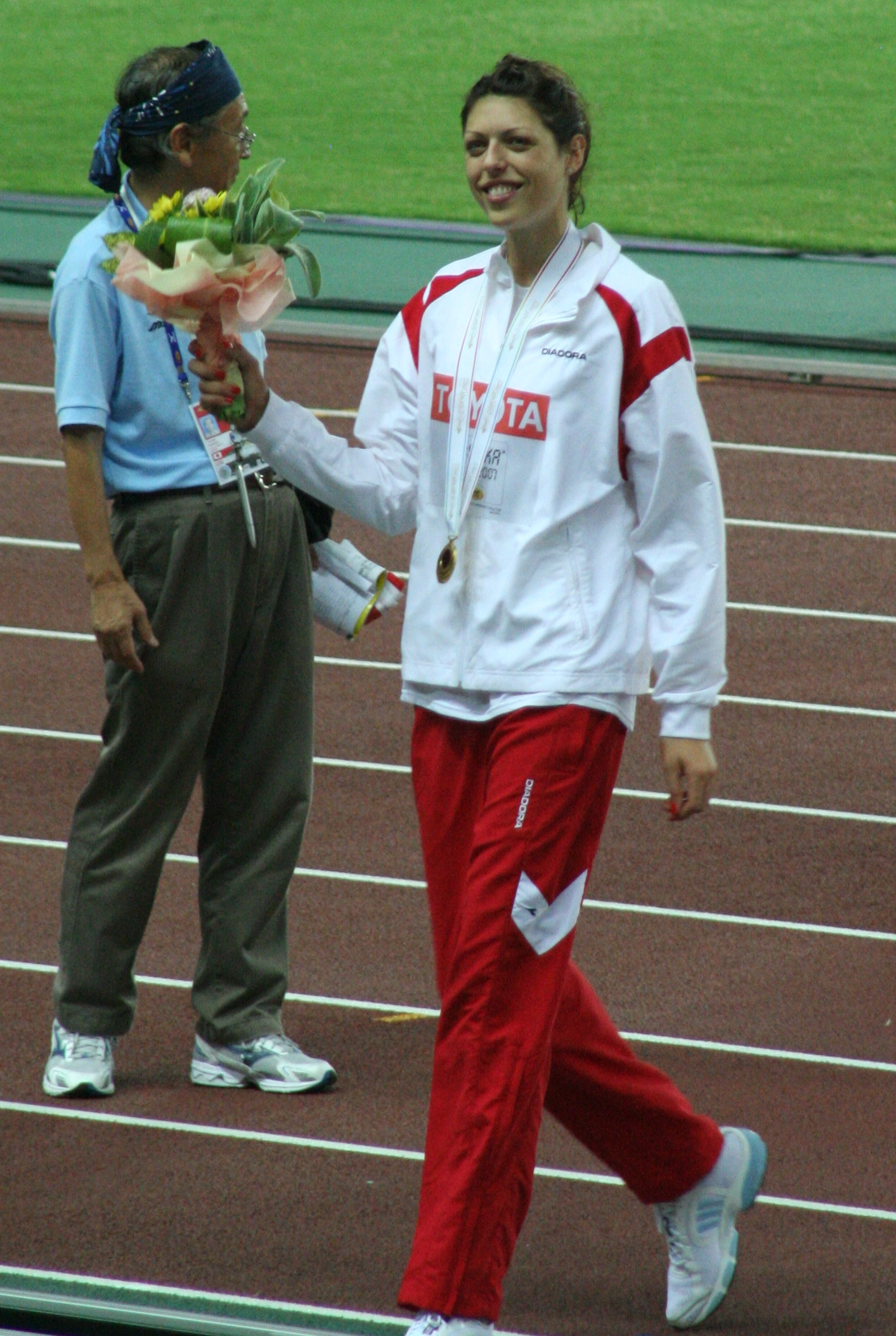
Blanka Vlašić in Osaka (Japan) nach der Siegerehrung bei den Weltmeisterschaften 2007

Außerdem nahm sie schon mit jungen Jahren an den Olympischen Spielen 2000 in Sydney und 2004 in Athen teil, jeweils ohne das Finale zu erreichen. Bei den Europameisterschaften 2006 in Göteborg wurde sie mit einer Höhe von 2,01 m Vierte. Sie hält damit den Rekord des höchsten Sprungs bei einer Meisterschaft, der nicht zu einem Medaillengewinn reichte.
In der Saison 2007 sprang Vlašić bei zwölf von dreizehn Freiluftveranstaltungen über zwei Meter und unternahm mehrere Versuche, den Weltrekord von Stefka Kostadinowa, der bei 2,09 m steht, zu verbessern. Vlašić überzeugte in dieser Saison vor allem durch ihre Beständigkeit. Bei den Weltmeisterschaften in Osaka gewann sie am 2. September 2007 schließlich Gold mit einer übersprungenen Höhe von 2,05 m.

### Olympische Spiele 2008
Nach 34 Siegen in Folge seit Juni 2007 ging Vlašić als Favoritin zu den Olympischen Spielen 2008 in Peking. Dort unterlag sie allerdings der Belgierin Tia Hellebaut, die 2,05 m im ersten Versuch genommen hatte, während Vlašić dafür zwei Versuche benötigte und die Silbermedaille gewann.
Bei den Weltmeisterschaften in Berlin gewann sie am 20. August 2009 die Goldmedaille mit einem Sprung über 2,04 m. Ein Jahr später errang Vlašić bei den Europameisterschaften in Barcelona ebenfalls Gold, als sie mit übersprungenen 2,03 m ihre Konkurrentinnen überbot. Bei den Weltmeisterschaften 2011 gewann sie Silber. Aufgrund der fehlenden Form nach einer Operation an der linken Achillessehne 2012 musste sie kurz vor Beginn der Olympischen Spiele in London ihre Teilnahme absagen. Auch an den Weltmeisterschaften 2013 konnte sie verletzungsbedingt nicht teilnehmen.
Bei den Weltmeisterschaften 2015 in Peking gewann sie die Silbermedaille. Wie die beiden anderen Medaillengewinnerinnen übersprang sie 2,01 m.

### Olympische Spiele 2016
Bei den Olympischen Spielen 2016 in Rio de Janeiro gewann sie mit einer übersprungenen Höhe von 1,97 m die Bronzemedaille.
Am 19. Juli 2017 musste Vlašić ihren geplanten Start bei den Weltmeisterschaften in London wegen Fußschmerzen absagen. Sie kündigte aber an, bei den Olympischen Spielen 2020 in Tokio nochmals starten zu wollen.
Im Februar 2021 beendete Vlašić, die aus gesundheitlichen Gründen seit den Olympischen Spielen in Rio de Janeiro keinen Wettkampf mehr bestritten hatte, ihre aktive Karriere.

### Persönliches
Blanka Vlašić war mit dem französischen Handballprofi Nikola Karabatić liiert.
Sie ist mit dem belgischen TV-Moderator Ruben Van Gucht verlobt. Ihr jüngerer Bruder ist der Fußballspieler Nikola Vlašić (* 1997). Sie lebt in ihrem Geburtsort Split.

## Sportliche Erfolge
| Jahr | Veranstaltung               | Ort            | Ergebnis |
| ---- | --------------------------- | -------------- | -------- |
| 2000 | Juniorenweltmeisterschaften | Santiago       | 1.       |
| 2001 | Weltmeisterschaften         | Edmonton       | 6.       |
| 2001 | Mittelmeerspiele            | Tunis          | 1.       |
| 2002 | Juniorenweltmeisterschaften | Kingston       | 1.       |
| 2002 | Europameisterschaften       | München        | 5.       |
| 2003 | Hallenweltmeisterschaften   | Birmingham     | 4.       |
| 2003 | Weltmeisterschaften         | Paris          | 7.       |
| 2003 | Leichtathletik-Weltfinale   | Monaco         | 4.       |
| 2004 | Hallenweltmeisterschaften   | Budapest       | 3.       |
| 2004 | Olympische Spiele           | Athen          | 11.      |
| 2006 | Hallenweltmeisterschaften   | Moskau         | 2.       |
| 2006 | Europameisterschaften       | Göteborg       | 4.       |
| 2006 | Leichtathletik-Weltfinale   | Stuttgart      | 6.       |
| 2007 | Halleneuropameisterschaften | Birmingham     | 5.       |
| 2007 | Weltmeisterschaften         | Osaka          | 1.       |
| 2007 | Leichtathletik-Weltfinale   | Stuttgart      | 1.       |
| 2008 | Hallenweltmeisterschaften   | Valencia       | 1.       |
| 2008 | Olympische Spiele           | Peking         | 2.       |
| 2008 | Leichtathletik-Weltfinale   | Stuttgart      | 1.       |
| 2009 | Weltmeisterschaften         | Berlin         | 1.       |
| 2009 | Leichtathletik-Weltfinale   | Thessaloniki   | 1.       |
| 2010 | Hallenweltmeisterschaften   | Doha           | 1.       |
| 2010 | Europameisterschaften       | Barcelona      | 1.       |
| 2011 | Weltmeisterschaften         | Daegu          | 2.       |
| 2015 | Weltmeisterschaften         | Peking         | 2.       |
| 2016 | Olympische Spiele           | Rio de Janeiro | 3.       |

## Auszeichnungen
- Europas Leichtathletin des Jahres 2007, 2010
- Europas Sportlerin des Jahres (UEPS) 2009, 2010
- Welt-Leichtathletin des Jahres 2010
- „Track & Field Athlete of the Year“ des Magazins Track & Field 2010
- Kroatiens Sportlerin des Jahres 2004, 2007, 2008, 2009, 2010